# Lodovico Ferrari
  Lodovico Ferrari    (Bolonya, 2 de febrer de 1522 - Bolonya, 5 d'octubre de 1565) va ser un matemàtic italià, del segle xvi, conegut per haver resolt l'equació quàrtica.

## Vida
Com que el seu pare havia mort quan ell era petit, Lodovico Ferrari, de família pobra, va ser enviat pel seu oncle, Vincenzo, a Milà per a treballar com a servei domèstic de Gerolamo Cardano en substitució del seu cosí, Luca, fill de Vincenzo. Cardano es va donar compte de les grans habilitats matemàtiques de Lodovico i el va convertir en el seu secretari.
El 1540, Lodovico ja estava donant classes públiques de matemàtiques i, poc després, ja havia batut al matemàtic de Brescia Zuane da Coi en una disputa pública.
Quan Cardano publica l'Ars Magna (1545), diu que la solució de l'equació de quart grau l'ha descobert el seu deixeble Lodovico Ferrari. Segons sembla, aquest descobriment l'havia fet anys enrere però no el podia publicar, perquè la resolució passava per resoldre una altra equació de tercer grau, resolució que Cardano no podia publicar perquè tenia un pacte amb Tartaglia, creient que aquest havia estat el descobridor i no volia fer-la pública. Quan Cardano descobreix que la solució de la cúbica havia estat descoberta per Scipione del Ferro abans que per Tartaglia, decideix publicar-ho tot en la seva Ars Magna.
Això va indignar Tartaglia i Lodovico Ferrari el va reptar a una disputa pública. Tartaglia es va sentir menystingut, ja que ell volia enfrontar-se amb Cardano, però després d'intercanviar diverses cartes amb tota mena d'insults (les 88 cartes van ser publicades el segle XIX), el repte va tenir lloc el 10 d'agost de 1548 a l'església de Santa Maria del Jardí dels Frares Menors Observants i va ser presidida per governador de Milà, Ferrante Gonzaga. Després del primer dia, Tartaglia va abandonar Milà, deixant que Lodovico Ferrari guanyés el repte.
Això li va donar força fama i moltes propostes de feina. Finalment va acceptar la del cardenal Ercole Gonzaga i esdevingué supervisor d'imposts del ducat de Màntua, posició que el va convertir en una persona molt rica. Disputes posteriors amb el cardenal, el van obligar a abandonar Màntua i tornar a la seva ciutat natal, Bolonya, on va començar a donar classes de matemàtiques a la seva Universitat. Poc després de començar les classes va morir.